# 自行車功率計

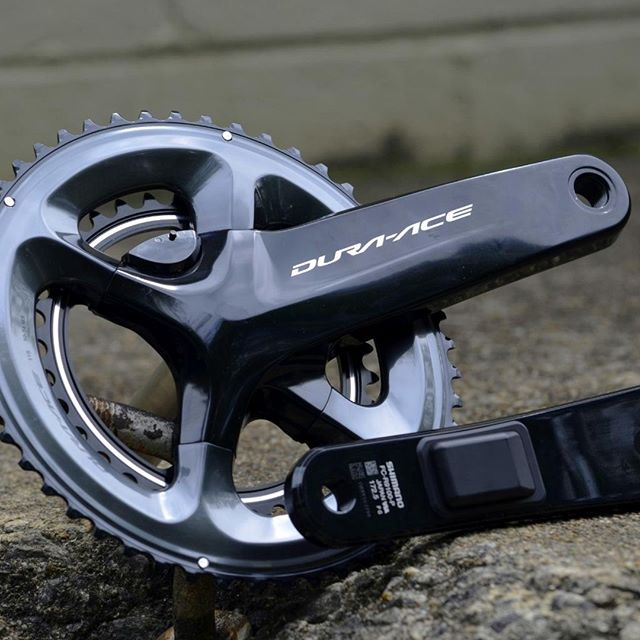
在腳踏車踏板曲柄上的功率計，在左踏板曲柄後方的小盒子有應變片

自行車功率計（cycling power meter）是自行車上量測駕駛者輸出功率的裝置。
大部份的功率計會用应变片來量測力矩，若有角速度的資訊，也可以量測功率。 
此技術是在1980年代後期應用在自行車上，也在職業自行車比賽中測試過，當時測試的隊伍是Power Pacer原型（Team Strawberry），選手是格雷格·萊蒙德，使用的設備是SRM。此設備已在1989年起商品化，越來越多人使用功率計進行自行車訓練。
功率計也可以用無線通訊的方式，傳輸資料到自行車電腦、智能手机和智能手表。自行車功率計可以即時回饋給自行車運動員，可以精準分析騎車過程，也是訓練時很好用的工具。
電動自行車裡也會加裝自行車功率計，根據駕駛者的出力調整的電動機的動力。

## 介面
較早期的自行車功率計是使用信號線傳輸功率資訊到自行車電腦，此系統的缺點是自行車上需增加電線，不容易清潔，也需要固定電線的相關機構。
自從2009年起的趨勢是改用無線通訊。自行車功率計常會使用ANT+或是蓝牙低功耗協定，也會和標準自行車電腦結合，顯示駕駛者所產生的功率。

## 技術分類
大部份的自行車功率計用应变片來量測力矩，若再加上角速度的資訊，可以計算功率。
使用应变片的功率計會安裝在中轴、後棘輪座或牙盘。 
有些較新型的功率計不使用应变片，而是用裝在手把上的裝置，利用牛顿运动定律，量測自行車駕駛者受到的反向力（重力、風阻、慣性、滾動阻力） ，再結合速度資訊計算駕駛者的功率輸出。

### 曲柄或是齒爪

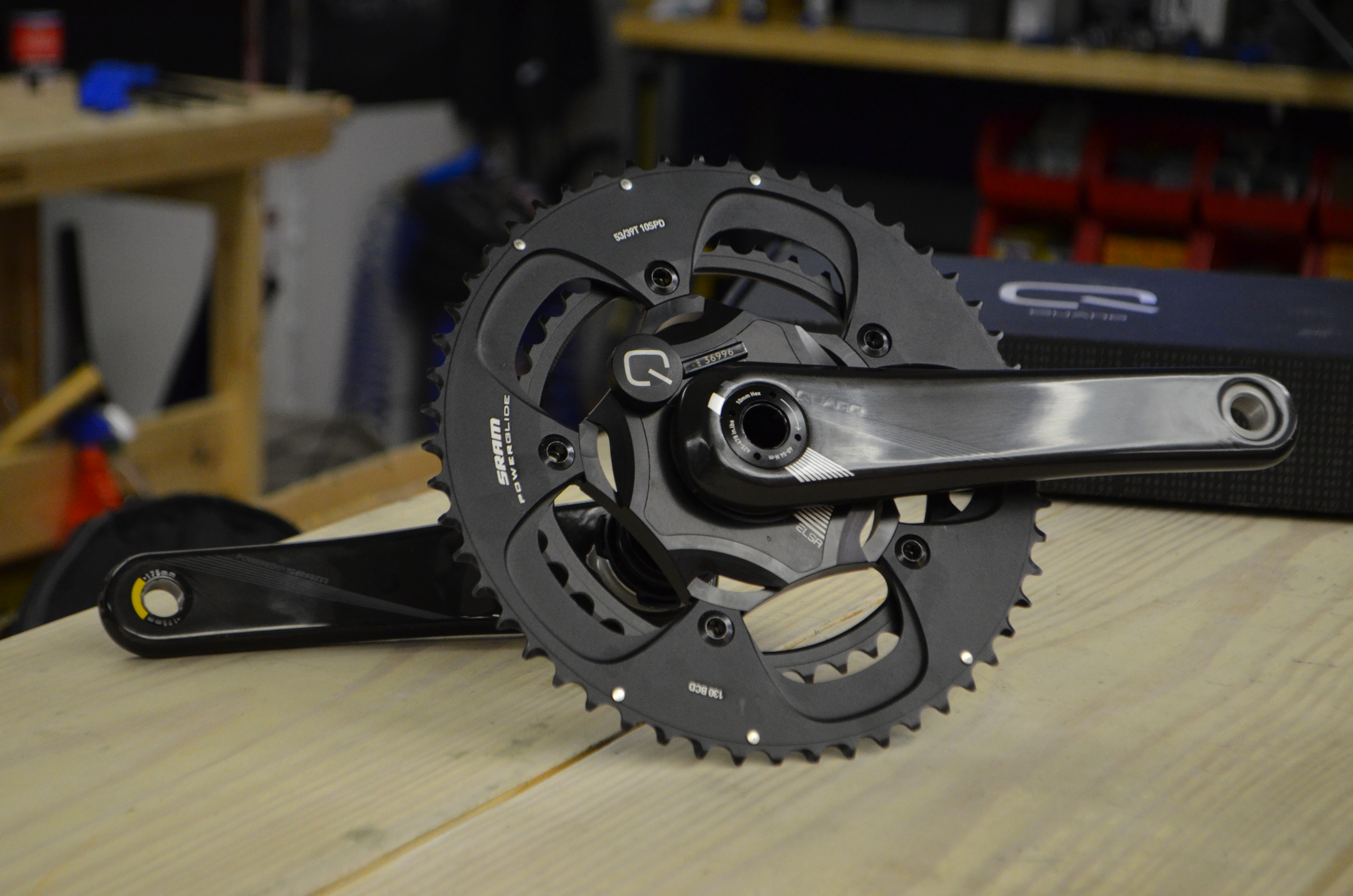
和齒爪整合的功率計

和曲柄或齒爪（spider）整合的功率計透過应变片量測二個從踏板所施加的力矩。從应变片的形變量以及踏板的踏頻可以計算功率。大部份安裝在曲柄上的功率計只能量測單側踏板的力矩，或是需要第二個感測器才能量測兩側踏板的力矩，而安裝在齒爪上的功率計可以量測兩側踏板的力矩。
這種功率計需要特殊的曲柄或是齒爪，不過相容性較高的產品，比較容易從自行車上拆下，再裝在其他自行車上。

### 踏板

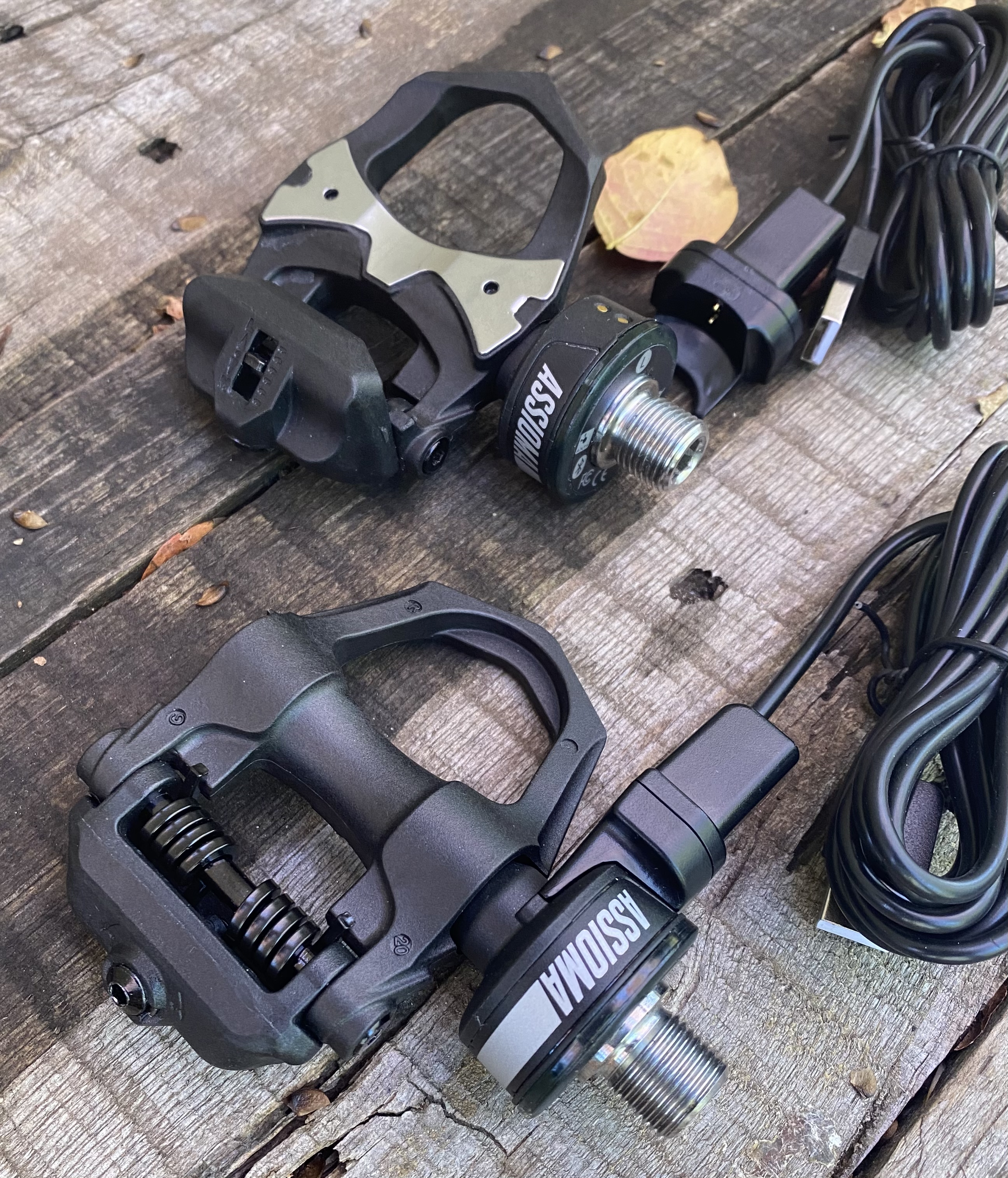
和踏板整合的功率計

和踏板整合的功率計可以放在踏板的軸上，或是踏板本體上。這種功率計會量測駕駛者腳的出力，可能只量測某一側的踏板，或是兩側都量測。若是兩側踏板都有感測器，就可以量測雙腳輸出的功率，這對於觀測和修正雙腳輸出功率的差異很有幫助。
和踏板整合的功率計很容易安裝，也很容易換到其他的自行車上。

### 中轴
放在中轴（Bottom Bracket）上的功率計是用扭轉形變來量測功率。軸的兩端有圓盤，上面有孔，會用非接觸式的光電感測器，偵測這些孔，來量測左側踏板上的力矩，再乘以二即為總力矩。
中轴功率計很難互換，會隨自行車而不同。

### 棘輪座

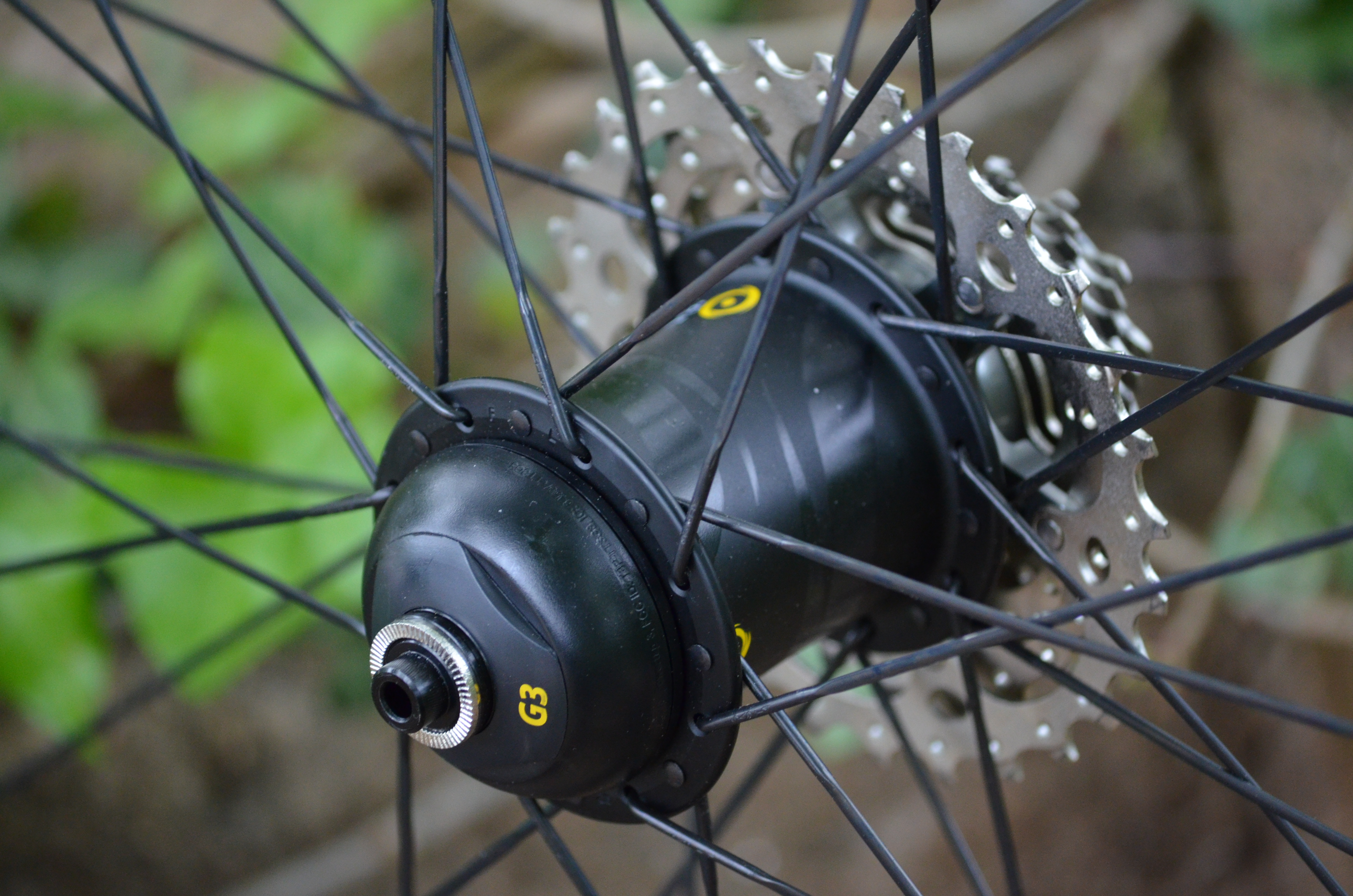
和棘輪座整合的功率計

和棘輪座（freehub）整合的功率計，使用類似曲柄功率計的应变片，但是安裝在後棘輪座上，量測其功率。此處量到的功率會略少於曲柄上量到的功率，因為鏈條、踏板以及中轴都會有功率的損失。棘輪座功率計是在後輪上，只要後輪相容，很容易更換到其他的自行車上。

### 鏈條
鏈條動力計的核心，在本質上就類似吉他的拾音器，裝在车架上，此裝置會量測鏈條的振動，來計算鏈條的張力，再配合鏈條的速度即可得到功率。芬蘭公司Polar是第一個推出這類產品的公司。

### 反向力
反向力功率計會量測坡度（重力）、自行車加速度（慣性），有時也會量測風速。根據這些資訊間接算出駕駛者輸出的功率。

## 外部連結
- cycling shoes
- Book: Training and Racing with a Power Meter, 2nd Ed.
- DC Rainmaker - The Power Meters Buyer’s Guide–2016 Edition
- Anhalt, Tom. . January 12, 2013.
- Sullivan, Mark. . October 3, 2014.
- Abbiss, C.; Quod, M.; Levin, G.; Martin, D.; Laursen, P. . International Journal of Sports Medicine. 2009, 30 (2): 107–112. PMID 19177315. doi:10.1055/s-0028-1103285.
- Cullen, L.; Andrew, K.; Lair, K.; Widger, M.; Timson, B. . International Journal of Sports Medicine. 2008, 13 (3): 264–9. PMID 1601563. doi:10.1055/s-2007-1021264.
- Hopker, J.; Myers, S.; Jobson, S. A.; Bruce, W.; Passfield, L.  (PDF). International Journal of Sports Medicine. 2010, 31 (10): 731–6. PMID 20665423. doi:10.1055/s-0030-1261968.
- Driss, Tarak; Vandewalle, Henry. . BioMed Research International. 2013, 2013: 589361. PMC 3773392 . PMID 24073413. doi:10.1155/2013/589361 .
- Bini, Rodrigo Rico; Dagnese, Frederico.  (PDF). Revista Brasileira de Cineantropometria e Desempenho Humano. 2012, 14 (4): 470–82. doi:10.5007/1980-0037.2012v14n4p470 .
- Strutzenberger, Gerda; Wunsch, Tobias; Kroell, Josef; Dastl, Jacqueline; Schwameder, Hermann. . Sports Biomechanics. 2014, 13 (2): 97–108. PMID 25122995. S2CID 812286. doi:10.1080/14763141.2014.908946.
- powerpod depth review